# Belly Dancer
Belly Dancer is een nummer van de Kazachse dj Imanbek en de Russische dj Byor uit 2022. Het nummer is een remix van Belly Dancer (Bananza) (2005) van Akon.
"Belly Dancer" gaat over een man die in een club een vrouwelijke buikdanseres ziet. Hij voelt zich tot haar aangetrokken en complimenteert haar over haar uiterlijk. In de tekst moedigt hij de vrouw aan om te dansen en niet verlegen te zijn. Het refrein wordt tijdens het nummer verschillende keren herhaald, wat het belang van dansen en plezier benadrukt. Het nummer werd in diverse Europese landen een hit. In de Nederlandse Top 40 haalde het de 12e positie, en in de Vlaamse Ultratop 50 de 18e.

## Tracklijst
Muziekdownload
1. "Belly Dancer" - 2:31